# Стивенсон, Картер
Картер Литтлпейдж Стивенсон-младший (англ. Carter Littlepage Stevenson, Jr.; 21 сентября 1817 — 15 августа 1888) — кадровый офицер армии США, участник Мексиканской и Семинольской войн, впоследствии — генерал армии Конфедерации на западном театре американской Гражданской войны.

## Ранние годы
Стивенсон родился в знатной семье во Фредериксберге, штат Виргиния. Его отец работал адвокатом. В 1838 году Стивенсон окончил академию Вест-Пойнт, получил временное звание второго лейтенанта и был определён в 5-й пехотный полк, который стоял на гарнизонной службе в Висконсине. 22 сентября 1840 года он был повышен до лейтенанта и принял участие во Второй Семинольской войне во Флориде. 15 июня 1842 года Стивенсон женился во Фредериксберге на Марте Сильвери Грисволд. В их семье было четверо детей, но двое первых умерли в детстве.
Стивенсон был переведён в Техас, где служил в гарнизонах до начала мексиканской войны. Он отличился в сражениях при Пало-Алто, Ресака-де-ла-Пальма и некоторых других, затем вернулся в США и был направлен в Миссисипи, Индейскую территорию и Техас. Он помогал исследовать маршрут предполагаемой трансамериканской железной дороги, время от времени вступая в перестрелки с апачами. 30 июня 1847 года ему было присвоено звание капитана.
В 1856—1857 годах Стивенсон снова воевал во Флориде, на этот раз в Третьей Семинольской войне, участвовал в сражениях при Биг-Кипресс-Свамп и при Боулейтоуне. Уже в статусе ветерана он вернулся на Запад, где участвовал в Ютской войне. За время пребывания в Юте он вступил в масонскую ложу «Роки-Маунтен». Позже он вернулся на пограничную службу, которая продлилась до 1861 года.

## Гражданская война
Как и многие офицеры-виргинцы на Западе, Стивенсон вернулся в свой штат после сецессии Вирджинии в начале 1861 года. Он предложил свои услуги губернатору и был направлен в армию Конфедерации в звании подполковника. Вскоре его повысили до полковника и поручили командовать 53-м виргинским пехотным полком. В феврале 1862 года открылось несколько новых вакансий и Стивенсон был повышен до бригадного генерала. 15 марта ему поручили охрану железной дороги Вилмингтон — Велдон. Однако эта служба продлилась недолго — Стивенсона перевели на запад и поручили ему дивизию.
В мае — июне 1862 года его дивизия удерживала Камберлендское Ущелье, так называемый «Американский Гибралтар». Однако, в ходе сражения за Камберленд-Гэп Стивенсону пришлось отступить и 8 июня сдать ущелье армии федерального генерала Джона Моргана. С июля дивизия Стивенсона подчинялась генералу Кирби Смиту, который в октябре повысил его до генерал-майора. В этом звании он участвовал в сражении при Перревилле.
В декабре Брэкстон Брэгг дал Стивенсону 10 000 человек и направил его на усиление армии Джона Пембертона в Виксберге, которому как раз угрожал генерал Грант. На его дивизию пришёлся основной удар в сражении при Чемпион-Хилл: почти 25 000 человек федеральной армии атаковали его позиции, которые обороняли всего 6500 человек. После продолжительного и упорного сопротивления Стивенсону всё же пришлось отвести свои войска. Когда южане были разбиты в сражении при Биг-Блэк-Ривер, Стивенсон руководил отступлением армии, в то время как Пембертон отправился в Виксберг готовить оборону города. Во время осады Виксберга Стивенсон командовал правым крылом конфедеративной обороны. Когда армия сдалась 4 июля 1863 года, Стивенсон ненадолго попал в плен, затем был освобождён.
После освобождения он отправился в Чаттанугу, в Теннессийскую армию, где стал командовать дивизией в корпусе генерала Уильяма Харди. Дивизия стояла на правом фланге армии, охраняя Лукаут-Маунтен. 24 ноября 1863 года, после неудачного сражения у Лукаут-Маунтен, Стивенсон отвёл дивизию и разрушил мосты через Чикамуга-Крик, задержав наступление корпуса генерала Хукера. Он присоединился к армии как раз перед сражением при Чаттануге и занял позиции на Мессионерском хребте. Дивизия заняла позиции на крайнем правом фланге армии и не попала под удар во время атаки Гранта, поэтому оказалась одной из немногих дивизий, которым удалось отступить, почти не понеся потерь.
После начала Битвы за Атланту дивизия Стивенсона находилась в корпусе Джона Худа и участвовала в боях под Атлантой — при Ресаке, Кеннессо и на Пичтри-Крик. Когда Худа назначили командующим армией, Стивенсон временно принял командование корпусом Худа.
Во время Теннессийской кампании Стивенсон командовал дивизией в корпусе Стефана Ли и в составе этого корпуса участвовал в сражении при Нэшвилле. Когда Ли был ранен, он лично занялся организацией отступления. Его дивизия понесла огромные потери, которые так и не удалось восполнить. Сократившись до 2600 человек, его сильно потрёпанная дивизия участвовала в Каролинской кампании против Уильяма Шермана, в том числе сражалась при Бентонвилле. Когда армия Джонстона сдалась Шерману, Стивенсон второй раз попал в плен, и снова был сразу амнистирован и отправлен домой.

## Послевоенная деятельность
После войны Стивенсон перешёл к мирной жизни и работал горным инженером в округе Каролайн. Он умер в 1888 году и был похоронен на Кладбище Конфедерации во Фредериксберге.